# Stiftskirche Petersberg

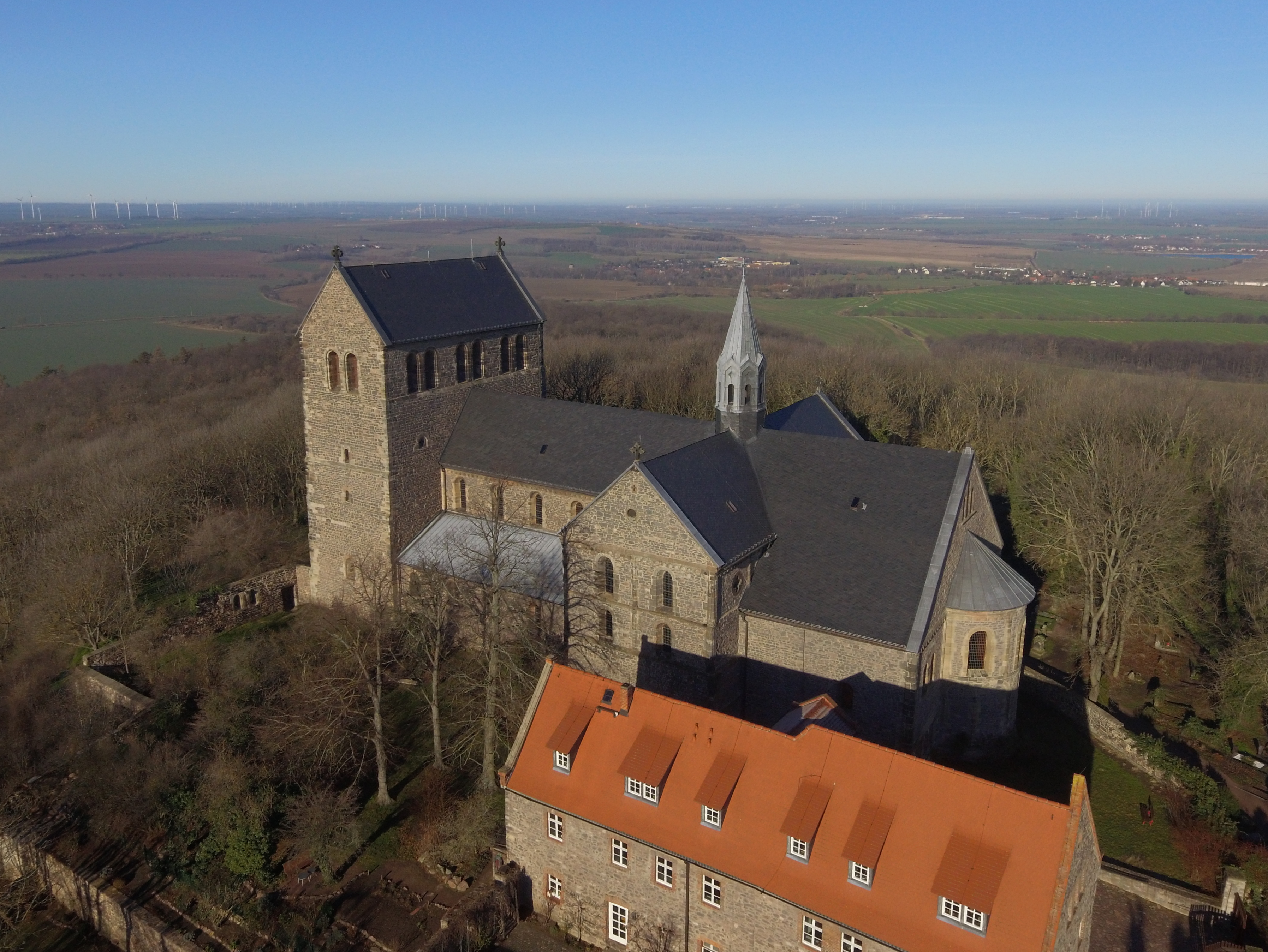
Stiftskirche auf dem Petersberg

Die Stiftskirche St. Peter auf dem seit dem 14. Jahrhundert nach ihr benannten Petersberg in der gleichnamigen Gemeinde im Saalekreis, Sachsen-Anhalt wurde als Kirche des 1124 gestifteten Chorherrenstifts Petersberg errichtet und zwischen 1141 und 1151 geweiht. Sie diente als Grablege der Wettiner. Der massige Westquerturm wurde um 1150 errichtet. Zwischen 1174 und 1184 wurde der ursprüngliche einschiffige Chor durch die heutigen Ostteile ersetzt, das Querhaus und eine dreischiffige Chorpartie mit Rundapsis.
Nach Aufhebung des Stiftes 1538/40 wurde Petersberg ein kursächsisches Amt. 1565 zerstörte ein Brand die Klostergebäude und das Langhaus der Kirche. In dessen Osthälfte wurde 1567 eine dreischiffige gewölbte Begräbniskirche errichtet.
1589 kam der Petersberg an das Kurfürstentum Brandenburg. 1853 bis 1857 wurde die Kirche wieder aufgebaut. Lange Jahre war sie evangelische Pfarrkirche, aber 1999 wurde sie von der evangelischen Christusbruderschaft Selbitz übernommen.

## Architektur

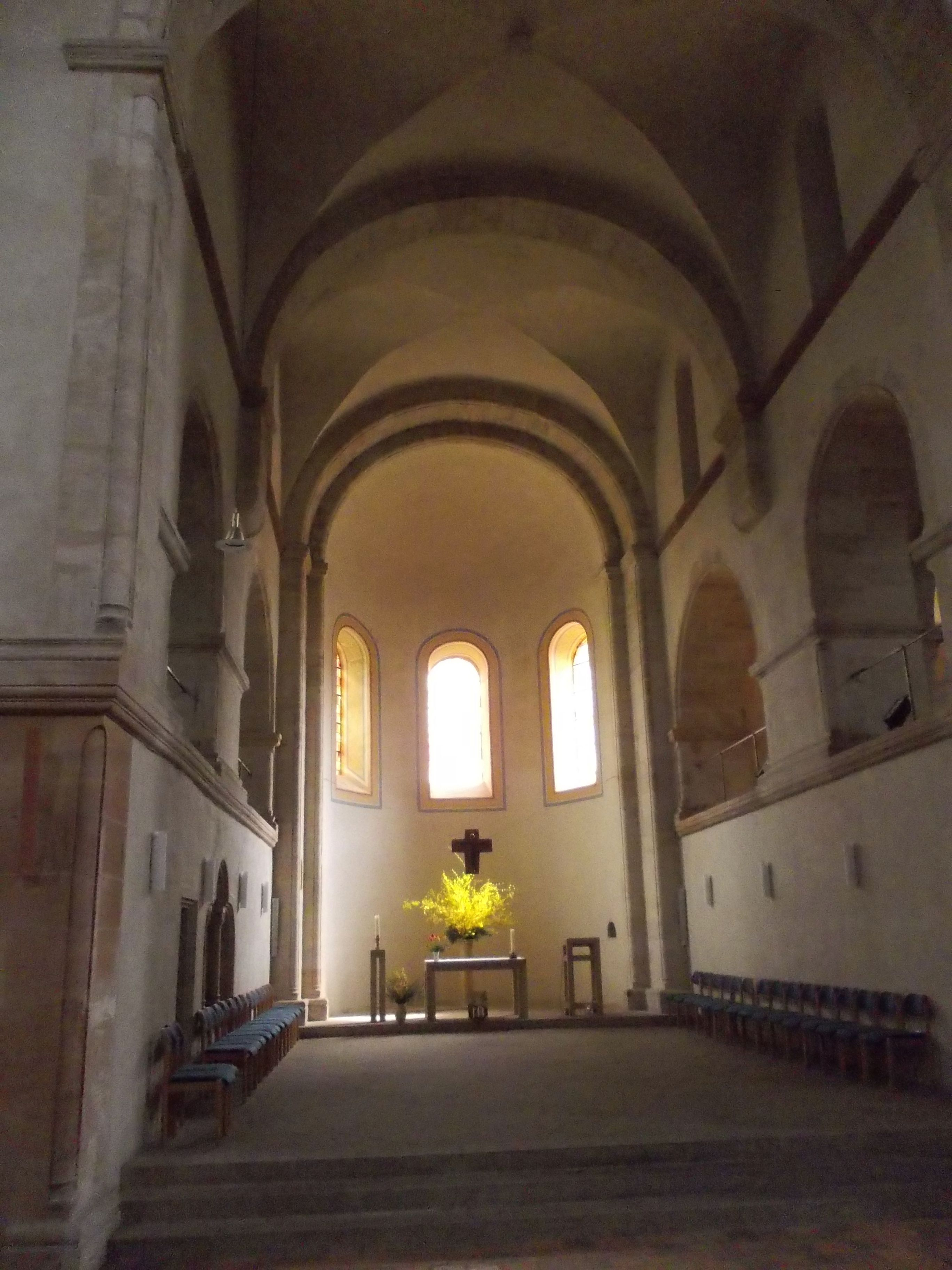
Chor: Presbyterium, Apsis, Emporen

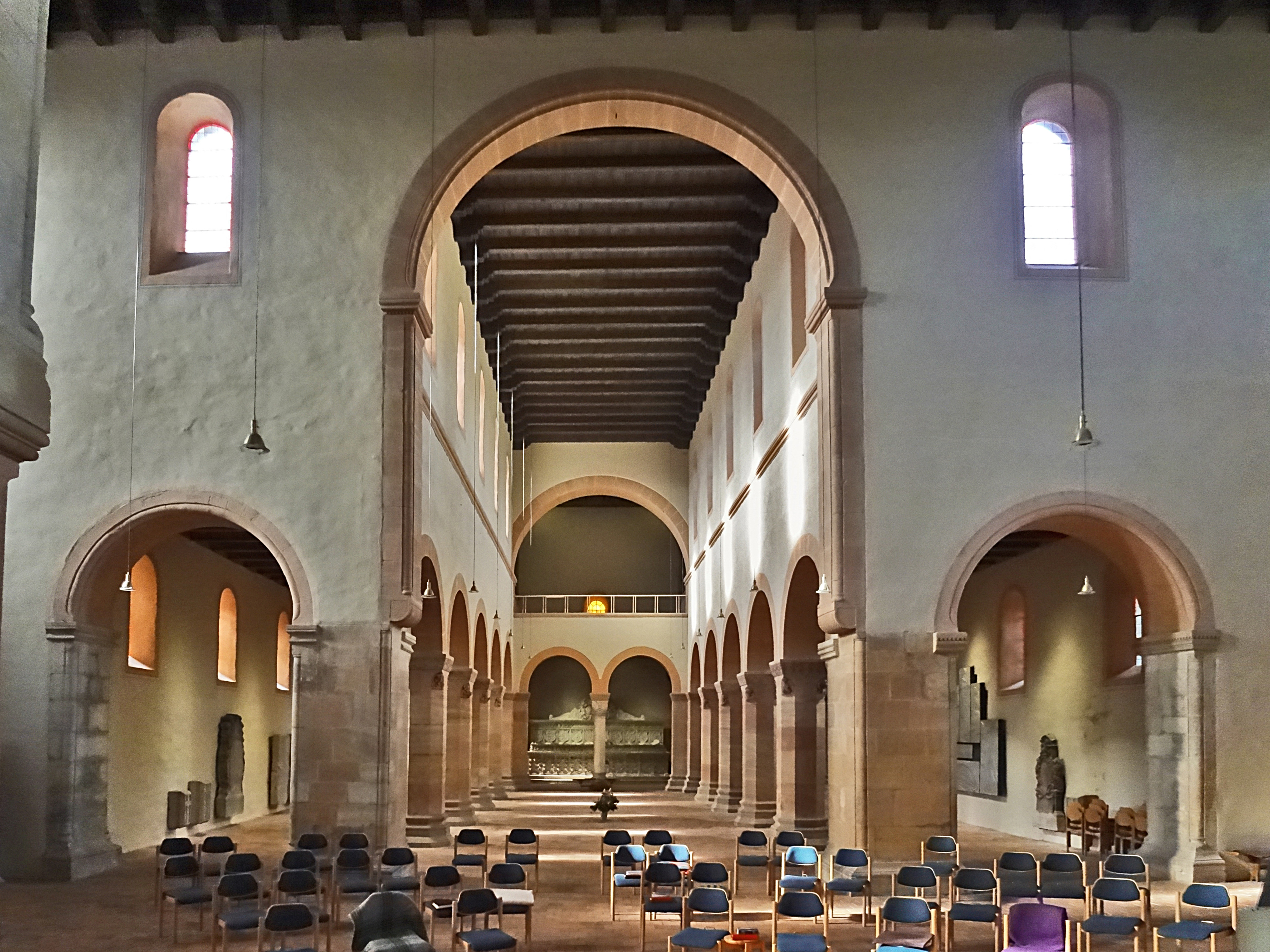
Langhaus zur Turmempore

Das Langhaus ist eine flachdeckige Pfeilerbasilika, ihre oberen Teile wurden großenteils im 19. Jahrhundert erneuert. Die Pfeiler (außer denen zur Vierung) sind unterhalb der quadratischen Kapitelle achteckig. Die Vierung ist nicht ausgeschieden, sondern Teil des einheitlichen Querhausraumes.

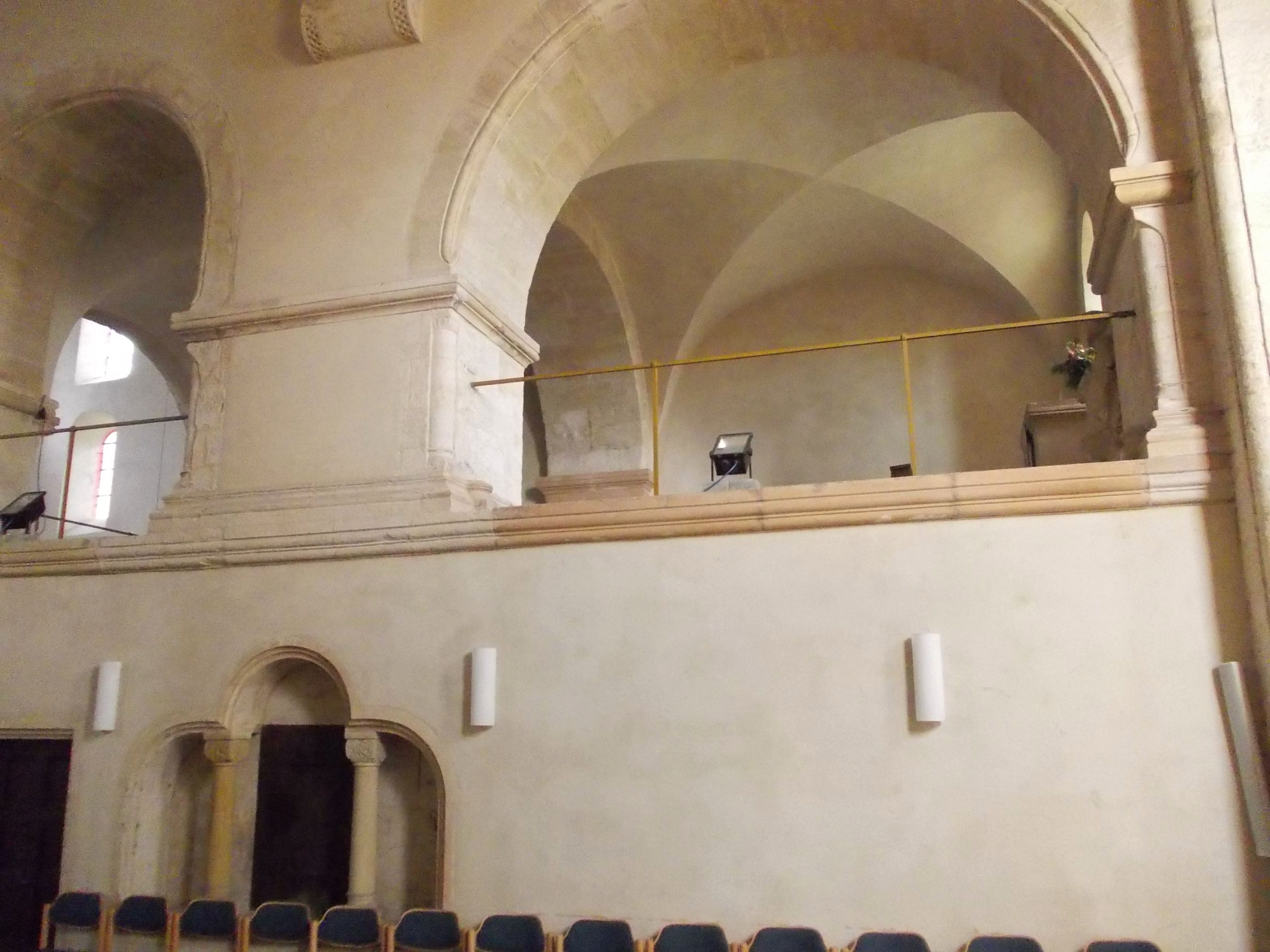
Seitenempore am Chor

Die von einem Kreuzgratgewölbe überspannte Chorpartie ist eine Pseudobasilika mit Emporen. Die Räume unter diesen Emporen waren von Anfang an durch dicke Mauern vom zweijochigen Presbyterium getrennt. Über den Emporen hatte man Chorflankentürme vorgesehen, die aber nie errichtet wurden. Die Apsis hat drei Fenster, aber keine Wandgliederung, und ist mit einer ungegliederten Halbkuppel gedeckt.
Die Empore im Turmraum wurde bei der Renovierung im 19. Jahrhundert (1853–1857) eingebaut. Vorher war der zum Kirchenschiff offene Raum im Turm ebenso ungegliedert wie das Querhaus.
Seit 1958 wird sie denkmalpflegerisch betreut.

## Schwesterprojekt
Koordinaten: 51° 35′ 47,6″ N, 11° 57′ 12,2″ O